# Prinzeß Wilhelm
Die Prinzeß Wilhelm war das zweite von zwei Schiffen einer neuen Klasse von erstmals ohne Segeltakelage ausgerüsteten Kreuzerkorvetten – später als Kleine Kreuzern bezeichnet – der Kaiserlichen Marine. Typschiff war das einzige Schwesterschiff Irene. Die Kreuzer waren für den Auslandsdienst geplant und sollten im Kriegsfall Handelskrieg führen.

## Technische Daten
Das Schiff lief am 22. September 1887 auf der Germaniawerft in Kiel vom Stapel und wurde von der damaligen Prinzessin und spätere Kaiserin Auguste Viktoria von Schleswig-Holstein-Sonderburg-Augustenburg, der Gemahlin Wilhelms II., auf den Namen Prinzeß Wilhelm getauft.
Am 19. November 1889 erfolgte die erst Indienststellung zu Probefahrten. Um kleinere Korrekturen vorzunehmen wurde sie schon am 25. März 1890 wieder außer Dienst gestellt.
Das Schiff war 94 m lang und 14 Meter breit, hatte 6,4 Meter Tiefgang und verdrängte 4300 Tonnen. Die Höchstgeschwindigkeit betrug 18 Knoten, und die Besatzung zählte 365 Mann.
Die Bewaffnung bestand aus vierzehn 15-cm-Ringkanonen, sechs 3,7-cm-Revolverkanonen und drei Torpedorohren. 1893 wurden zehn der Hauptgeschütze durch acht 10,5-cm-Schnellfeuergeschütze ersetzt, und für die Revolverkanonen kamen sechs 5-cm-Schnellfeuergeschütze an Bord.

## Erste Dienstjahre

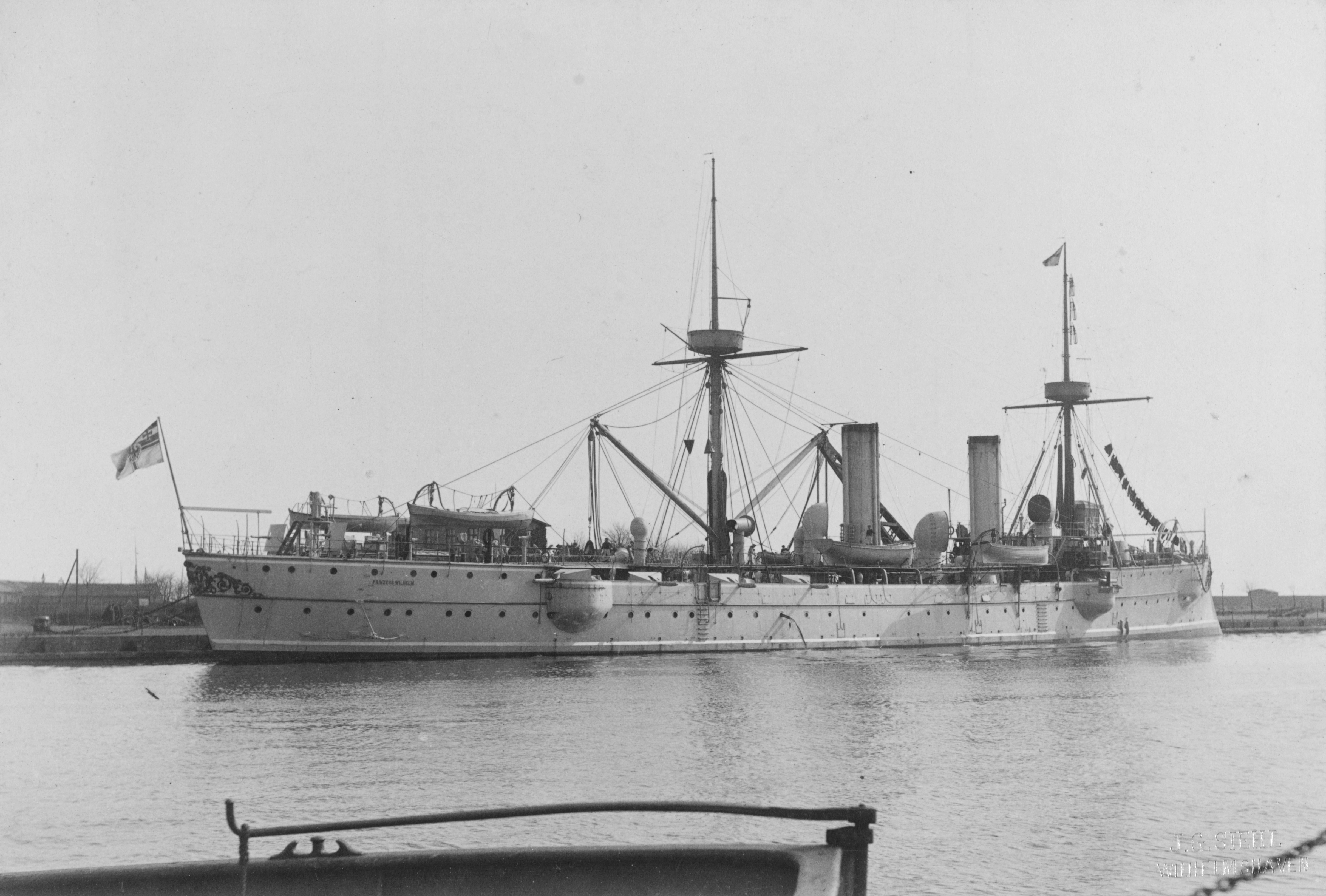
Die Prinzeß Wilhelm

Die Bauarbeiten und die Nachbesserung zogen sich sehr lange hin, so dass der Kreuzer erst im April 1891 der II. Division der Manöverflotte zugeteilt werden konnte. Ab dem 28. Juni begleitete er die kaiserliche Yacht nach Cowes, Leith (Schottland), Tromsø und bis zum Nordkap. Auf der Rückfahrt erlitt sie einen Kesselrohrbruch und musste anschließend in die Werft.
Ab dem 11. Februar 1892 unternahm die Prinzeß Wilhelm dann eine Reise um die britischen Inseln. Sie lief zuerst zur Insel Wight, um gegebenenfalls dort dem am 31. Januar aufgelaufenen Schnelldampfer Eider des Norddeutschen Lloyd (NDL) zu helfen. Sie setzte dann die Reise um Irland und Schottland nach Kristiansand fort und war am 24. März wieder in Kiel. Nach einem erneuten Einsatz als Begleitkreuzer der Kaiseryacht bei einem Russlandbesuch folgte ab August eine Fahrt nach Spanien und Italien, wo die Entdeckung Amerikas durch Christoph Kolumbus vor 400 Jahren gefeiert wurde. Es schloss sich noch ein Besuch in Ägypten an, wo sie vom 20. bis 25. September in Alexandria lag und der Kommandant von dort den Khediven Abbas II. Hilmi Bey in Kairo aufsuchte, um vom Kaiser verliehene Orden zu überbringen. Nach der Rückkehr wurde das Schiff in Wilhelmshaven am 14. November 1892 vorübergehend außer Dienst gestellt, um seine Bewaffnung zu modernisieren.
Danach diente die Prinzeß Wilhelm zwei Jahre als Ausbildungsschiff in der Nord- und Ostsee. Während dieser Zeit lief sie im September 1894 bei Rønne/Bornholm auf und konnte erst nach geraumer Zeit abgebracht werden. Die Reparatur der Schäden erfolgte auf der Kaiserlichen Werft in Wilhelmshaven.

## Dienst in Ostasien
Am 27. April 1895 lief die Prinzeß Wilhelm nach Ostasien aus, um dort die Korvette Marie zu ersetzen. Im Roten Meer kam es wegen der unzureichenden Ventilation des Schiffes zu einigen Todesfällen. Die Beisetzung der Opfer fand in Aden statt. Am 4. Juli trat sie in Shanghai zur Ostasiatischen Kreuzerdivision, die von Konteradmiral Paul Hoffmann auf dem Schwesterschiff Irene befehligt wurde. Wenige Tage später wurde das neu eingetroffene Panzerschiff Kaiser Flaggschiff der Division, die anschließend japanische Häfen bis nach Hakodate auf Hokkaidō im Norden Japans besuchte. Danach befanden sich die Schiffe meist vor der chinesischen Küste. Die Prinzeß Wilhelm untersuchte einen Mündungsarm des Huangpu Jiang nördlich von Wusong bei Shanghai auf seine Eignung als Flottenstützpunkt. Am 6. Dezember ging sie dann nach Nagasaki ins Dock.
Im März und April 1896 verweilte die Division längere Zeit in Yokohama, um das im Zuge des japanisch-chinesischen Krieges etwas eingetrübte Verhältnis zu Japan wieder zu verbessern. In Nagasaki fand anschließend der in dieser Form bis 1914 übliche Personaltausch eines Teiles der Besatzungen statt, die dort mit einem Dampfer des Norddeutschen Lloyd eintrafen. Im Mai erhielt die Prinzeß Wilhelm auf der koreanischen Inselgruppe Geomundo (von Briten Port Hamilton genannt) in der Jeju-Meerenge den Auftrag, zusammen mit dem Kanonenboot Iltis nach Nanjing zu gehen, wo es zu Übergriffen auf deutsche Militärinstrukteure gekommen war. Nach vier Wochen Aufenthalt dort und Durchsetzung der deutschen Forderungen beschloss der Kommandant, den Jangtse noch weiter hinaufzugehen und erreichte am 11. Juli Hankau als bislang größtes Schiff. Ende Juli schloss sich der Kreuzer vor Tschifu wieder der Division an, deren Führung inzwischen Konteradmiral Tirpitz übernommen hatte. Zu seinem Auftrag gehörte auch die Erkundung und gegebenenfalls der Erwerb eines geeigneten Stützpunktes. Von September bis November erfolgte eine Grundüberholung der Prinzeß Wilhelm in Nagasaki. Schon im Dezember musste sie wegen eines schweren Maschinenschadens erneut nach Nagasaki und fiel bis Januar 1897 aus.
Im März 1897 verlegte die Division zum anstehenden Besatzungswechsel wieder nach Japan (Yokohama), nachdem vorher noch die Samsah-Bucht an der Küste Fujians in der Formosastraße nahe Amoy auf ihre Eignung als Stützpunkt untersucht worden war. Tirpitz erhielt anschließend in Nagasaki den Befehl zur Rückkehr nach Deutschland, da er zum Staatssekretär im Reichsmarineamt ernannt worden war. Als neuer Divisionschef traf im Juni Konteradmiral Otto von Diederichs ein. Unter dem neuen Chef erfolgte eine Japanreise, die Prinzeß Wilhelm lief bis Hakodate und dann nach Yokohama zurück, wo sich am 8. September die Division versammelte und dann nach Shanghai verlegte.

### Besetzung von Kiautschou
Nachdem am 1. November 1897 die beiden deutschen katholischen Missionare Nies und Henle der Steyler Mission in China ermordet worden waren, befahl Kaiser Wilhelm II., der einen Vorwand zur Errichtung eines deutschen Stützpunktes in China gesucht hatte, die Besetzung von Kiautschou. Die Kreuzerdivision unter von Diederichs dampfte mit der Kaiser, der Prinzeß Wilhelm und dem Kleinen Kreuzer Cormoran nach Kiautschou und besetzte am 14. November Stadt und Hafen von Tsingtau. Da die Reichsregierung und die Marineführung erheblichen Widerstand und Proteste erwartete, wurde in der Heimat eine 2. Division gebildet und nach Ostasien in Marsch gesetzt. Diederichs wurde Chef des neugeschaffenen Ostasiatischen Kreuzergeschwaders und zum Vizeadmiral befördert.

### Einsatz vor den Philippinen
Ab Mai 1898 war der Dienst des Kreuzergeschwaders durch den Spanisch-Amerikanischen Krieg bestimmt. Die Irene war Ende April nach Manila entsandt worden, der die Cormoran folgte. Da die Kaiser zur Überholung nach Nagasaki musste, ging der Geschwaderchef auf der Kaiserin Augusta am 12. Juni nach Manila, um sich ein Bild von der Lage zu machen. Als am 18. Juni auch noch Prinzeß Wilhelm und am 20. Kaiser in Manila eintrafen, kam es zu erheblichen Spannungen mit den US-Amerikanern. Die Deutschen erläuterten die Zusammenballung ihrer Schiffe mit dem geplanten routinemäßigen Besatzungsaustausch, der mit dem Lloyd-Dampfer Darmstadt aus der Heimat kam. Am 8. Juli verließ die Irene als erstes Schiff wieder Manila, die am meisten Probleme mit den US-Amerikanern gehabt hatte, am 15. dann auch die Cormoran. Am 13. August lief die Kaiserin Augusta nach Absprache mit den Amerikanern mit dem spanischen Generalkapitän an Bord nach Hongkong und am 21. lief dann auch die Kaiser mit dem Geschwaderchef aus Manila aus. Nach dem Manila-Zwischenfall blieb dann nur die Prinzeß Wilhelm zur Wahrung der deutschen Interessen vor Ort und wurde im November durch das Schwesterschiff Irene abgelöst.
Sie lief nach Tsingtau zurück, wo Diederichs sie bis Februar zum Flaggschiff wählte, da die Kaiser sich in Hongkong zur Reparatur befand. Kurz nach der Übernahme des Geschwaders durch den bisherigen Befehlshaber der II. Division, Konteradmiral Prinz Heinrich von Preußen, den Bruder des Kaisers, beendete die Prinzeß Wilhelm ihren Ostasiendienst und trat am 26. April 1899 von Tsingtau aus die Heimreise an. Sie erreichte Wilhelmshaven am 22. Juli 1899 und stellte außer Dienst.

## Verbleib
Nach der Rückkehr fand bis 1902 eine Modernisierung des Schiffes statt, da ein Mangel an modernen Kreuzern bestand. Die Prinzeß Wilhelm kam aber nie wieder in Dienst. Im Oktober 1912 wurde sie ohne Indienststellung nach Danzig zur dortigen Schiffsreserve verlegt.
Am 17. Februar 1914 wurde sie von der Liste der Kriegsschiffe gestrichen und während des Krieges als Minenlager zuerst in Danzig, zuletzt in Wilhelmshaven genutzt. 1922 erfolgte dann der Abbruch.

## Kommandanten
| 19. November 1889 bis 25. März 1890     | Korvettenkapitän Armand Freiherr von Erhardt           |                                                     |
| 16. April 1891 bis 14. November 1892    | Kapitän zur See Oscar Boeters                          |                                                     |
| 10. Oktober 1893 bis 30. September 1894 | Korvettenkapitän Georg Sarnow                          |                                                     |
| 1. Oktober 1894 bis . April 1895        | Korvettenkapitän/Kapitän zur See Ludwig Borckenhagen   |                                                     |
| . April 1895 bis . August 1896          | Korvettenkapitän Henning von Holtzendorff              |                                                     |
| . August 1896 bis . Januar 1898         | Korvettenkapitän/ mit Oberstleutnant-Rang Adolf Thiele |                                                     |
| . Januar 1898 bis . Juli 1899           | Korvettenkapitän mit Oberstleutnant-Rang Oskar Truppel | 1901 bis 1911 Gouverneur Tsingtau                   |
| 14. Februar 1898 bis 15. April 1898     | Kapitänleutnant Ludwig Bruch, in Vertretung            | Kommandant in Tsingtau Befehlshaber der Landtruppen |